# Spatangoida
A Spatangoida rend a tengerisünök osztályához, azon belül az Euechinoidea alosztályhoz tartozik. Ebbe a rendbe tartozik például a fehér szívsün.

## Rendszerezés

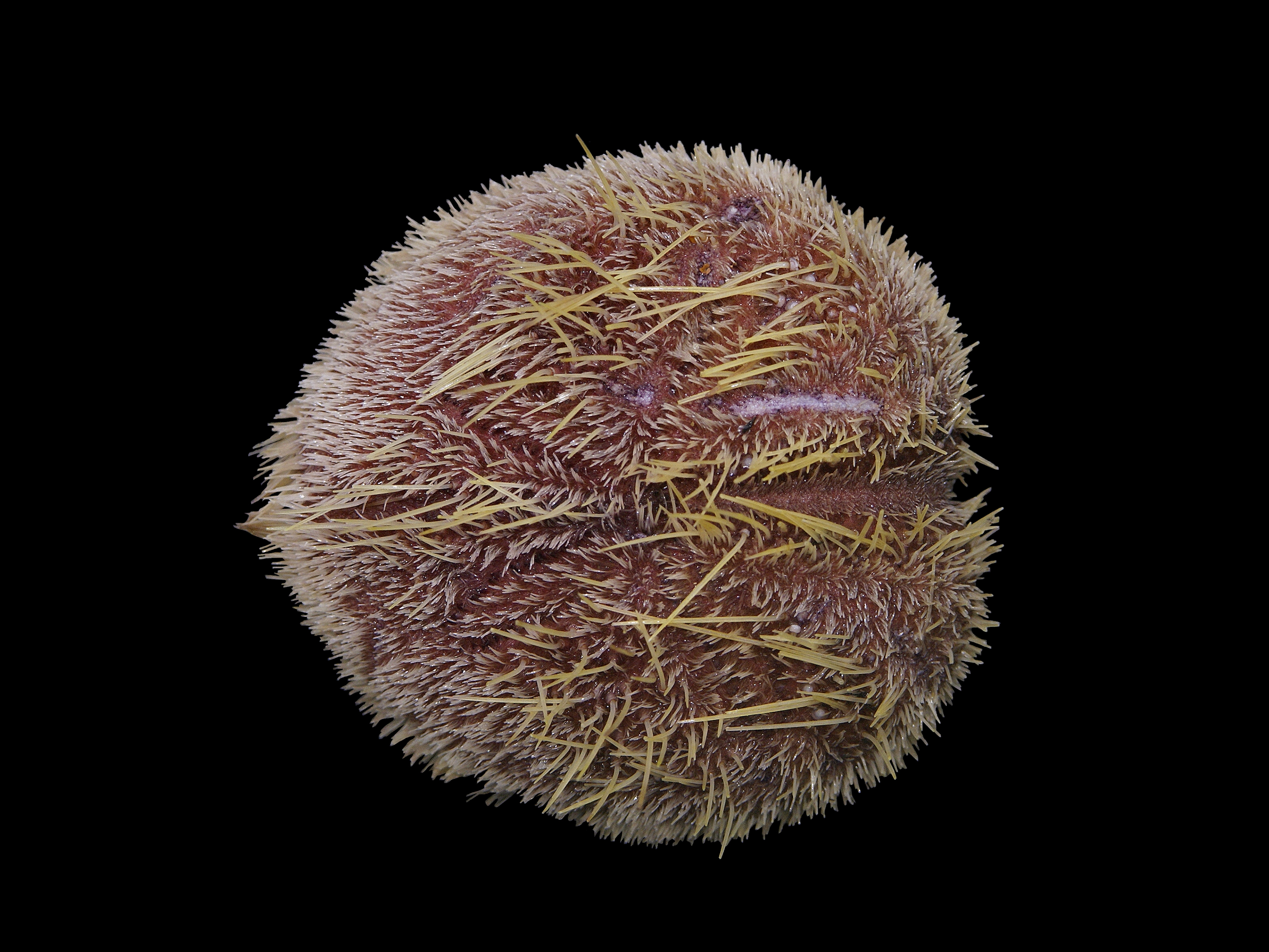
Spatangus purpureus

A rendbe 15 család tartozik.
- Asterostomatina
  - Asterostomatidae
- Hemiasterina
  - Aeropsidae
  - Hemiasteridae
  - Palaeostomatidae
  - Pericosmidae
  - Schizasteridae
- Holasterina
  - Calymnidae
  - Holasteridae
  - Pourtalesiidae
  - Urechinidae
- Micrasterina
  - Brissidae
  - Brissopsidae
  - Loveniidae
  - Spatangidae
- Toxasterina
  - Toxasteridae